# Rouceux
Rouceux era una comuna francesa que estaba situada en el departamento de Vosgos, de la región de Gran Este, que en 1964 pasó a formar parte de la comuna de Neufchâteau.

## Demografía
| Gráfica de evolución demográfica de Rouceux entre 1800 y 1962 |
|                                                               |

Los datos demográficos contemplados en este gráfico se han cogido de la página francesa EHESS/Cassini.